# Hans von Wolzogen
Hans von Wolzogen, né le 13 novembre 1848 et mort le 2 juin 1938 est un musicographe et exégète wagnérien allemand.
Il est à l'origine de la création du terme leitmotiv, que Wagner lui-même n'employa jamais, contrairement à l'idée reçue. Le compositeur préférait utiliser le mot Hauptmotiv, « motif principal ».

## Jeunesse
Hans von Wolzogen est né le 13 novembre 1848 à Potsdam (Land de Brandebourg). Son père, Alfred von Wolzogen (de) était écrivain et directeur de théâtre à Schwerin. Sa mère était la fille du peintre et architecte Karl Friedrich Schinkel. Celle-ci meurt alors que son fils n'est âgé que de deux ans.
Pendant sa scolarité, il montre déjà un intérêt particulier pour la poésie, la musique et le théâtre.
Il épouse en 1872 Mathilde Friederike Theodore von Schöler. C'est au cours de sa nuit de noces qu'il se rend pour la première fois à Bayreuth, peu de temps avant que ne soit posée la première pierre du Palais des festivals de Bayreuth, le 22 mai de la même année.

## À Bayreuth

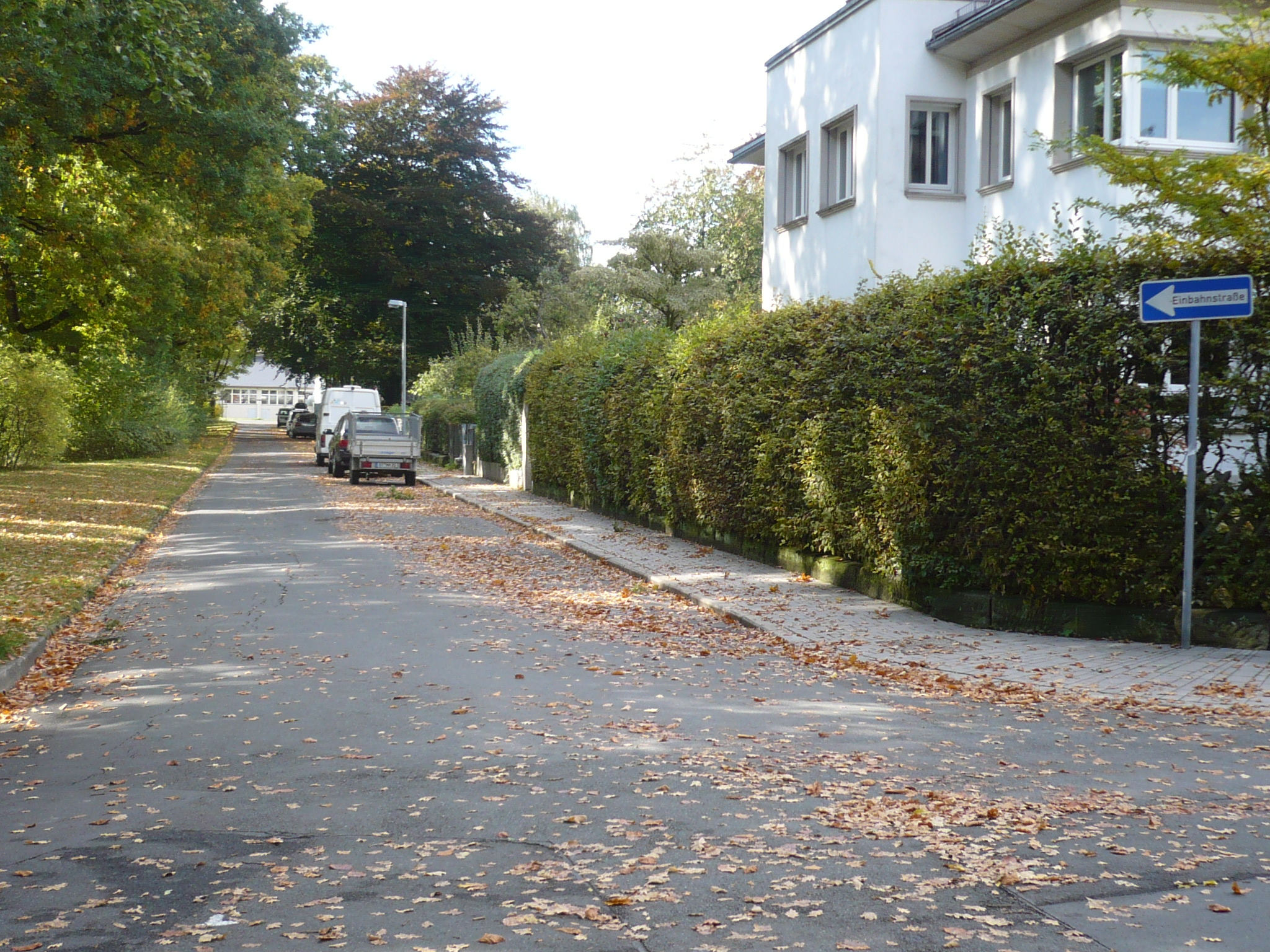
La rue Hans von Wolzogen à Bayreuth

Sur invitation de Wagner, il emménage à Bayreuth en 1877, non loin de Wahnfried, la demeure du compositeur. Il est chargé d'éditer la revue Bayreuther Blätter (Les pages de Bayreuth), poste qu'il occupera jusqu'à sa mort en 1938.
À la mort de Wagner en 1883, Hans von Wolzogen intègre l'auto-proclamé « cercle de Wahnfried », qui tenta d'attribuer aux compositions du maître des allusions pseudo-religieuses, bien que tendant à s’éloigner du contexte de composition.

## Production littéraire
Wolzogen est à l'origine d'une biographie de Richard Wagner, ainsi que de nombreux essais. Il a également édité trois volumes des lettres et poèmes du compositeur. Sa plus grande contribution littéraire cependant, est sa série de guides thématiques des opéras tardifs de Wagner, qui a permis d'identifier et de nommer de nombreux leitmotivs.
Il publie en 1878 un guide analytique de l'Anneau du Niebelung, deux ans après sa première production. Il écrit également en 1920 un guide de la mythologie nordique.

### Liste des écrits de Hans von Wolzogen
- Beovulf (Bärwelf). Das älteste deutsche Heldengedicht. Reclam, Leipzig ca. 1872
- Richard Wagner und die Tierwelt. Auch eine Biographie. Verlag von H. Hartung & Sohn, Leipzig 1890.
- Beowulf – Gudrun. Mit Federzeichnungen von Franz Stassen. Verlagsanstalt für Vaterländische Geschichte und Kunst, Berlin 1920.
- Die Edda, Germanische Götter- und Heldensagen. Erster Band: Göttersagen. Mit 48 Federzeichnungen von Franz Stassen. Verlagsanstalt für Vaterländische Geschichte und Kunst, Berlin 1919.
- Die Edda. Götterlieder und Heldenlieder. Aus dem Altnordischen. Philipp Reclam jun., Leipzig 1919-1920.

## Engagement politique en faveur du nazisme
Wolzogen adhère en 1928 à la Ligue militante pour la culture allemande, mouvement nationaliste et antisémite qui s'inscrit dans le contexte de montée du nazisme dans les années 1930.
Il écrit en 1936 dans la revue Zeitschrift für Musik un article où il qualifie Adolf Hitler "[d']incarnation de l'âme du peuple allemand", en faisant une comparaison avec Richard Wagner.